# 司家岭站

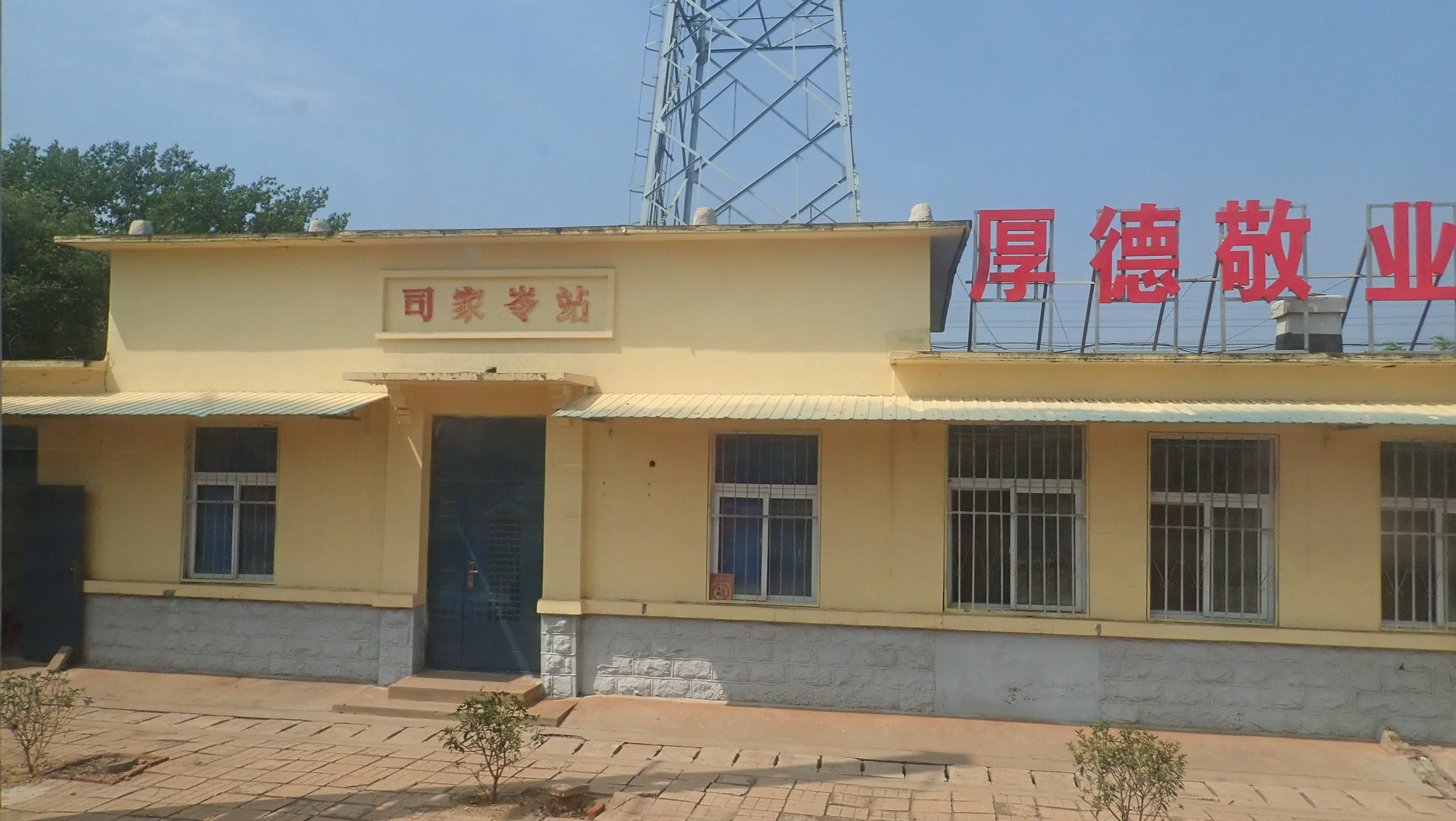
2018年，7054次列车上拍摄的司家岭站站房

司家岭站，位于中国山东省济南市莱芜区杨庄镇，建于1974年，为中国铁路济南局集团兖州车务段管辖的四等站。
客运车现只有辛泰铁路7053/4次普通旅客列车往返经停杨庄镇司家岭村。客货兼运，但不办理怕湿货物发到。